# Mary Whiton Calkins
Mary Whiton Calkins (30. března 1863 Hartford – 26. února 1930 Newton) byla americká filosofka a psycholožka, jejíž práce byla základem pro teorii a výzkum paměti, snů a sebe sama. V roce 1903 se Calkinsová umístila na dvanáctém místě seznamu padesáti nejvýznamnějších psychologů, které vybrali její kolegové. Harvardova univerzita jí však kvůli jejímu pohlaví odmítla udělit doktorát.
Calkins je klíčovou postavou v historii psycholožek. Na Wellesley College založila první psychologickou laboratoř pro ženy. Stala se také první ženou, která splnila požadavky na doktorský titul v oboru psychologie. Ačkoliv měla podporu Fakulty psychologie Harvardovy univerzity, samotná univerzita jí tento titul udělit odmítla s odůvodněním, že neakceptuje ženy. Později se stala předsedkyní American Psychological Association a American Philosophical Association.
Po čtyři dekády přednášela psychologii a filosofii na Wellesley College a také zde a na Harvardově univerzitě vedla výzkum.